# Gobernación de Yeniseisk
La gobernación de Yeniseisk (en ruso: Енисе́йская губе́рния) era una gubernia del Imperio ruso y más tarde de la República Socialista Federativa Soviética de Rusia.
La gobernación fue creada el 26 de enero de 1822 cuándo el territorio de Siberia fue dividido en dos gobernaciones generales: Siberia Occidental y Siberia Oriental.  La gobernación de Yeniseisk, con capital en Krasnoyarsk, fue segregada de la de  Siberia Oriental.  Al momento de su fundación, la gobernación incluía cinco ókrugs: Áchinsk, Kansk, Krasnoyarsk, Minusinsk, y Yeniseisk (con el krai de Turujansk).
El 17 de abril de 1914, el krai de Urianjái (conformando aproximadamente por el territorio de la moderna Tuvá) fue añadido a la gobernación del Yeniseisk. Este krai existió hasta el 14 de agosto de 1921, cuándo  fue incorporado como el República Popular de Tannu Tuvá, independiente de Rusia. Sin embargo, ningún país reconoció su independencia, aparte de Mongolia.
El 14 de noviembre de 1923, los uyezd de Áchinsk y Minusinsk fueron fusionados en la vólost de Kuznetsk de la gobernación de Tomsk para formar el nuevo uyezd de Jakasia. El 19 de marzo de 1924, el Comité Revolucionario Siberiano (Sibrevkom) aprobó la ampliación de los uyezds (distritos) de la gobernación.
El 23 de junio de 1924, se creó el uyezd de Turujansk. Después de aquello, fue abolido el uyezd de Yeniseisk y su territorio repartido entre los de Kansk y Krasnoyarsk.
La gobernación fue abolida el 25 de mayo de 1925, cuando se incluyó en el recién creado krai de Siberia junto con los territorios del óblast autónomo de Oyrat y las gobernaciones de Altái, Novo-Nikoláyevsk, Omsk, y Tomsk. Los uyezd de Áchinsk, Kansk, Krasnoyarsk, Minusinsk, y Jakasia fueron tranformados en ókrugs, mientras el uyezd de Turujansk fue rebautizado como krai de Turujansk y transferido al ókrug de Krasnoyarsk.